# Gillian Wearing
Gillian Wearing (ur. 1963 w Birmingham) – brytyjska artystka, performerka, autorka fotografii i filmów wideo, członkini brytyjskiej Akademii Królewskiej, odznaczona Orderem Imperium Brytyjskiego. Laureatka Nagrody Turnera.

## Życiorys
Artystka urodziła się w Birmingham w 1963 roku. W 1983 roku przeprowadziła się do Londynu; studiowała w Chelsea School of Art, a następnie w Goldsmiths College, który ukończyła w 1990 roku. Aktywnie tworzyła i wystawiała prace w galeriach od lat 80. XX wieku (pierwsza indywidualna wystawa artystki odbyła się w 1993 roku).

## Twórczość
Gillian Wearing tworzy prace konceptualne o wymowie społecznej. Ich tematem jest często wzajemne postrzeganie się ludzi oraz relacje międzyludzkie i społeczne. Jej metoda twórcza polega m.in. na wykorzystaniu wideo i fotografii do zarejestrowania modeli w chwili, gdy nie są pewni, czy prezentować swój wizerunek prywatny, czy publiczny. Wearing interesuje się też kwestiami tożsamości społecznej i indywidualnej.

### Fotografia i filmy wideo
Signs that Say What You Want Them to Say and Not Signs that Say What Someone Else Wants You to Say (1992–1993) – cykl kolorowych fotografii – pokazuje przypadkowych przechodniów, których Wearing poprosiła o pozowanie z kartką, na której mieli napisać to, co sami chcieliby przekazać. Treść trzymanych kartek – np. „I’m desperate” – „jestem zdesperowany” – często odbiega od spokojnego wyrazu twarzy fotografowanych osób.

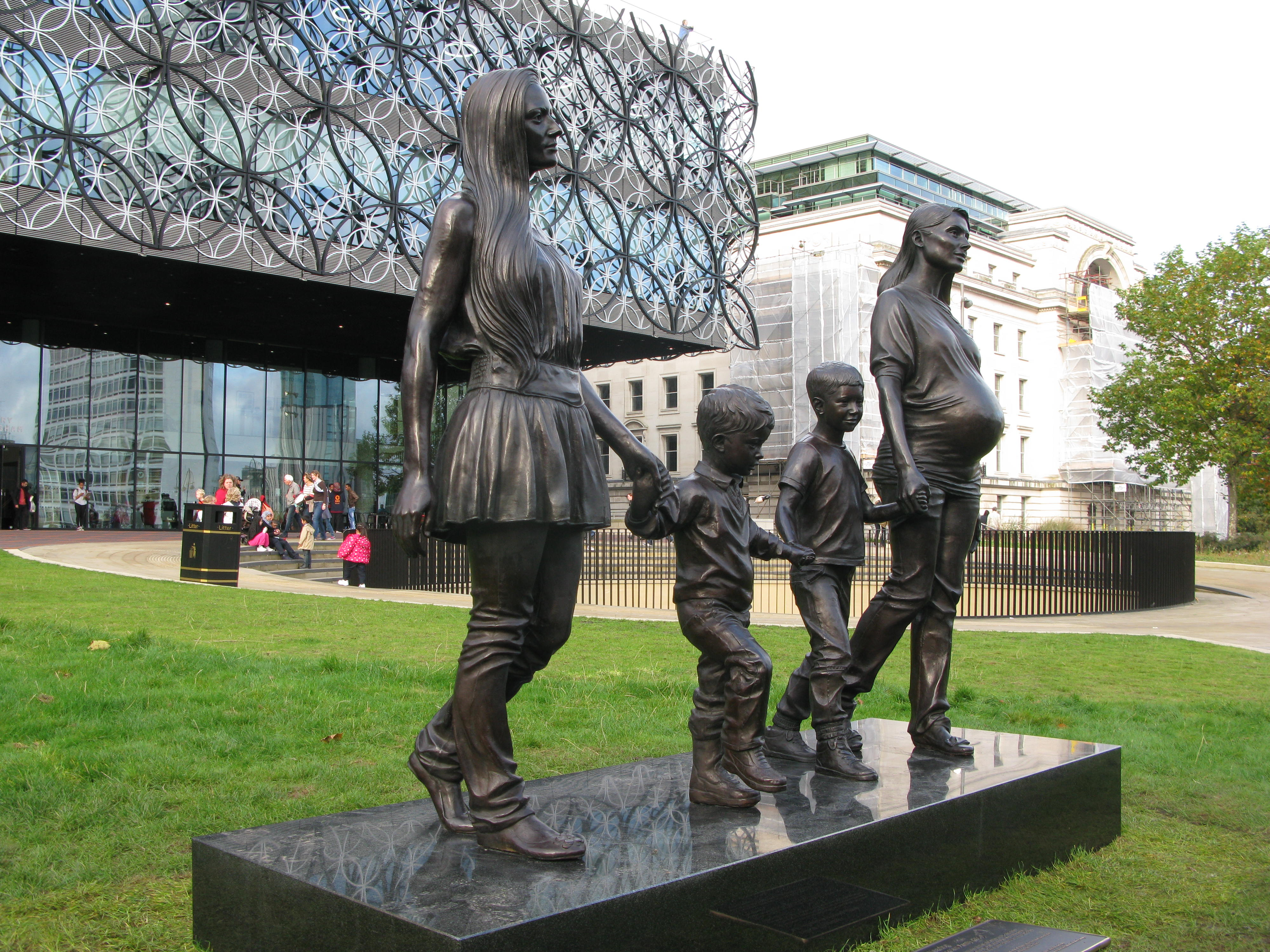
A Real Birmingham Family, 2014

W kolejnych pracach Wearing wykorzystywała wideo – między innymi do nagrań osobistych, trudnych wyznań modeli, którzy odpowiedzieli na ogłoszenie w gazecie, które jest zarazem tytułem pracy Confess All on Video. Don’t Worry You’ll be in Disguise. Intrigued? Call Gillian...
W 1996 roku Wearing zrealizowała nagranie pod tytułem 60 Minutes of Silence (60 minut ciszy), które przedstawia grupowe ujęcie grupy policjantów i policjantek. Pozujące przez 60 minut osoby stopniowo tracą pełnię kontroli nad wyrazem twarzy i mową ciała pasującą do zbiorowego portretu – na jaw wychodzą indywidualne przejawy zniecierpliwienia i inne osobiste emocje widoczne na twarzach poszczególnych osób.
Inspiracją dla Wearing były między innymi brytyjskie filmy dokumentalne, jak: 7 up Michaela Apteda czy The Family Franca Roddama i Paula Watsona.

### A Real Birmingham Family
Od października 2014 roku przed budynkiem biblioteki miejskiej w Birmingham (Library of Birmingham) stoi rzeźba autorstwa Gillian Wearing pod tytułem A Real Birmingham Family (Zwykła rodzina z Birmingham). Rzeźba przedstawia dwie mieszkanki Birmingham z dziećmi – siostry Romę i Emmę Jones, obydwie w pojedynkę wychowujące swoje dzieci. Rodzina uwieczniona na pomniku została z ponad 370 zgłoszeń wybrana przez komisję, w skład której wchodzili przedstawiciele władz miasta, ludzie kultury i duchowni.